# 武穴长江大桥
武穴长江大桥，又称“武穴长江公路大桥”，是位于中国湖北省武穴市和阳新县之间的一座公路斜拉桥，跨越长江，距上游的黄石长江大桥70公里，距下游的九江长江大桥55公里，连接北岸的武穴市武穴街道余祥村和南岸的阳新县富池镇上巢湖，是湖北省规划麻城至阳新高速公路及220国道的过江通道及控制性工程，桥梁全长2051.5米，其中主桥为高低塔单侧混合梁斜拉桥，主跨808米。大桥由湖北省交通规划设计院和中交第一公路勘察设计研究院联合勘测设计，估算投资18亿元人民币，于2021年9月25日建成通车。

## 线路走向
武穴长江大桥及接线项目位于黄冈市和黄石市境内，由长江大桥及两岸接线工程组成。线路起于四望镇西南约2公里新屋岭，设武穴枢纽互通与  沪渝高速相接，向南经四望镇、仙姑山、蔡凹水库、 240省道、黄广大堤后，横跨长江进入阳新县境内，再经富池镇上巢村、 303省道、 武九铁路、枫林镇后，止于阳新县枫林镇塘湾村，设阳新枢纽互通与  杭瑞高速相接，全长31.223公里，其中，跨长江大桥长2.0515公里；北岸接线工程长18.564公里；南岸接线工程长10.701公里。工程按高速公路标准建设，设计车速为100公里/小时，其中，武穴西枢纽互通至富池枢纽互通为双向六车道，路基宽度33.5米，长江大桥（不含布索区）宽度33.5米；其余路段为双向四车道，路基宽度26米。全线共设桥梁16座（含长江大桥），山岭隧道4座（总长6.4公里），互通式立交5座，分离式立交5座，涵洞14道，管理监控分中心1处，服务区1处，养护工区1处，收费站3处。

## 设计
桥梁部分（主桥、滩桥、跨堤孔桥）桥跨组合为：（3×30米）连续T梁+（60米+2×100米+60米）预应力混凝土连续箱梁+（60米+100米+60米）预应力混凝土连续箱梁+（80米+290米+808米+75米+75米+75米）高低塔单侧混合梁斜拉桥，桥梁全长2,051.5米，其中主桥斜拉桥长1,403米。大桥北岸桥塔高267.422米，112根斜拉索，圆形承台直径32.5米，51根直径2.5米×70米长桩基；南岸桥塔高233.6米，84根斜拉索，矩形承台27.6×23.2米，20根直径2.5米×55米长桩基。

## 进程
- 2011年2月15日，大桥前期工作协议在武穴市签订。[3]
- 2011年2月25日，大桥投资意向协议在武汉签约。[1]
- 2012年10月10日-11日，大桥桥位及桥型方案通过交通运输部评审。[8]
- 2012年11月2日，大桥工程可行性研究报告通过省内预审。[2]
- 2021年9月25日，大桥建成通车。[4]